# Damla Hekimoğlu

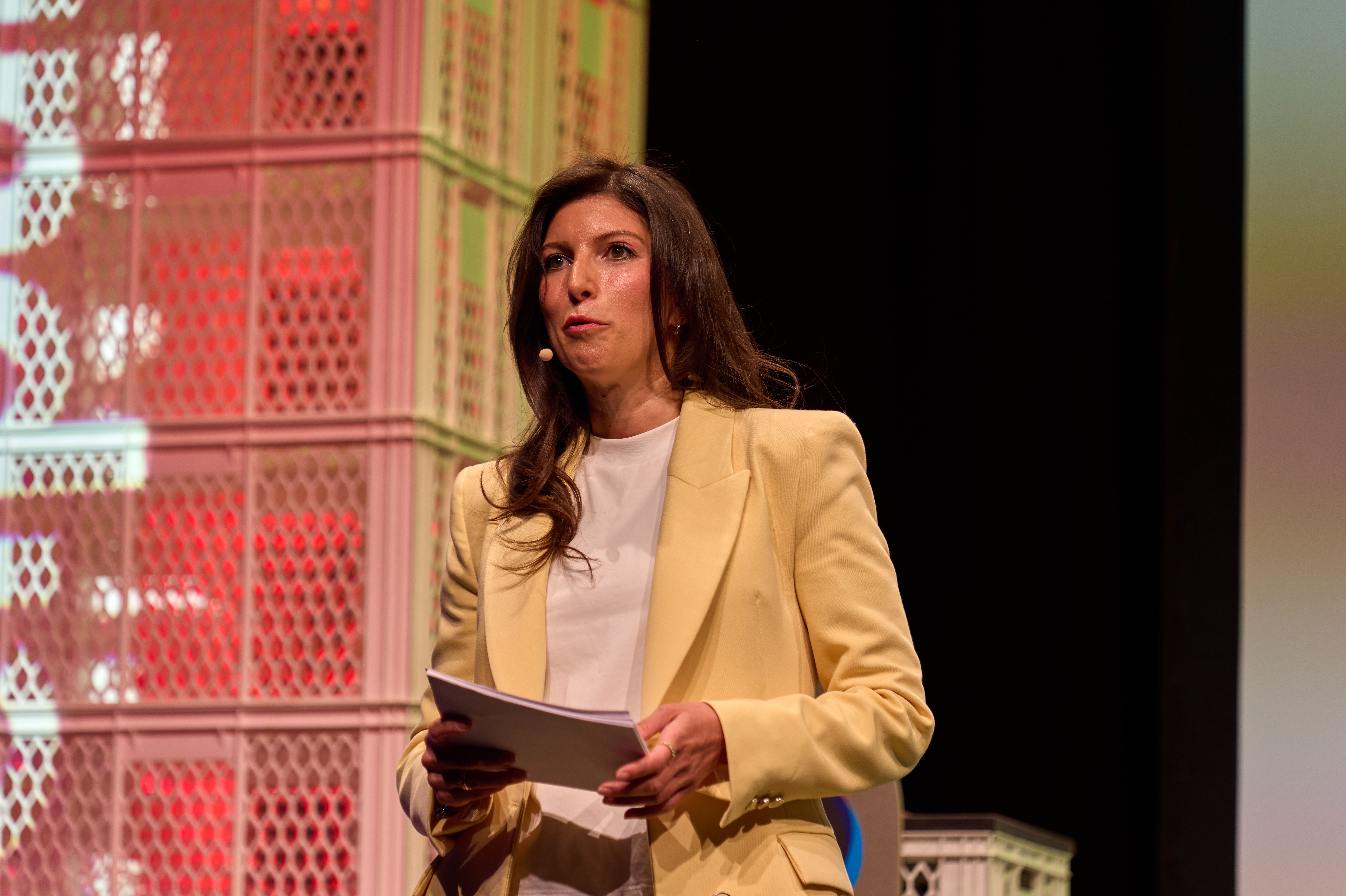
Damla Hekimoglu, 2025

Damla Hekimoğlu (* 18. Mai 1988 in Stolberg) ist eine deutsche Journalistin. Sie ist Nachrichtensprecherin bei ARD-aktuell. Außerdem arbeitet sie beim Westdeutschen Rundfunk im Newsroom für die Aktuelle Stunde sowie für den Rechercheverbund WDR, NDR und Süddeutsche Zeitung.

## Leben
Damla Hekimoğlu wuchs in Kalterherberg in der Eifel auf. Ihre Eltern kommen aus der Türkei. Nach dem Abitur am St.-Michael-Gymnasium Monschau erwarb sie einen Master of Arts an der Heinrich-Heine-Universität in Düsseldorf und absolvierte einen Kurs an der Sommer School der Harvard-Universität in den USA.

### Soziales Engagement
Damla Hekimoğlu engagiert sich für Medienkompetenz und gegen Desinformation, u. a. In der dpa-Kampagne „Jahr der Nachricht“ und bei „Journalismus macht Schule“. Dafür wurde sie im Juli 2024 auch für den Emotion Award nominiert. Sie engagiert sich im Vorstand des Harvardclubs Rhein-Main. Zu ihrem sozialen Engagement gehört auch das Dialog-Projekt Triff mich! des Tagesschau-Sprechers Constantin Schreiber, gemeinsam mit den Fernsehjournalistinnen Susanne Daubner und Aline Abboud. Zu Beginn der Corona-Pandemie las sie außerdem täglich auf ihrem YouTube-Kanal Geschichten vor.

### Beruflicher Werdegang
2013 rief Hekimoğlu eine Online-Talkshow bei YouTube ins Leben. Zu dieser Zeit moderierte sie auch bilingual Podiumsdiskussionen und Events.
Sie recherchierte investigativ für den Rechercheverbund NDR, WDR und Süddeutsche Zeitung sowie für die Aktuelle Stunde. Hekimoğlu veröffentlichte u. a. in der Süddeutschen Zeitung und auf Tagesschau.de. Für die Lokalzeit aus Düsseldorf arbeitete sie als Fernsehautorin, Reporterin und Videojournalistin.
Ihr journalistisches Volontariat absolvierte Hekimoğlu beim WDR unter anderem mit Einsätzen im ARD-Hauptstadtstudio in Berlin und im ARD-Studio von Brüssel. Während ihres Volontariats hatte sie ihre ersten Fernsehmoderationen bei Phoenix und beim WDR.
Seit 2016 moderiert sie die „Harvard Club Talks“, eine Sendereihe der Harvard-Universität, die sie selbst ins Leben gerufen hat. Die Talkshow wird live im Harvard-Netzwerk gestreamt. Sie hielt darüber eine Rede in Harvard für die Harvard Alumni Association.
Damla Hekimoğlu ist seit 2019 Mitglied der Jury des WDR Programmvolontariats sowie der Harvard Scholarship Foundation e.V. „Road to Harvard“ für Harvard-Stipendien.
Nach dem Volontariat wurde Hekimoğlu als Live-Reporterin und Redakteurin vom WDR übernommen. Sie arbeitete im Newsroom des WDR und moderierte bei Phoenix. Seit dem 17. Juni 2021 moderiert sie beim Nachrichtensender der ARD, Tagesschau24, und spricht seit der Bundestagswahl 2021 auch die Tagesschau-Ausgaben im Ersten. Im August 2023 arbeitete sie als Fernsehkorrespondentin im ARD-Studio Istanbul.

### Privates
Ihr Vater ist Zahnarzt. Ihr Bruder ist der Computerspiele-Entwickler Onat Hekimoğlu.
Damla Hekimoğlu ist mit den Sprachen Deutsch und Türkisch zweisprachig aufgewachsen. Sie spricht fließend Englisch, außerdem Französisch und Spanisch.

## Moderation
- Seit 2021: Nachrichtensprecherin der Tagesschau sowie der Tagesschau-Nachrichten
- seit 2016: Harvard Club Talks
- 2019–2020: phoenix vor ort
- 2017: WDR5 KiRaKa Kindernachrichten (Vertretung)
- 2013–2014: Bildungstropfen: eigene deutsch-englische Talkshow auf YouTube

## Musik-Widmungen
Hekimoğlu wurde in folgenden Liedern erwähnt:
- 2022: 60 Gastarbeiter Bars von Eko Fresh

## Auszeichnungen und Nominierungen
- 2006 Casio „Goldene Vektoria“ für Podcast über „Abenteuer Mathematik“ (Casio-Schülerkreativpreis mit 1500 Euro dotiert)[17]
- 2015 Top Ten bei den „Journalisten des Jahres 2015“, Medium Magazin (Teampreis // Mitarbeit im Team mit Katja Riedel, Boris Baumholt, Georg Heil und Volkmar Kabisch für die Rechercheverbund NDR, WDR und Süddeutsche Zeitung)[18]
- 2019 Nominierung Digital Female Leader Award der Global Digital Women in der Kategorie „Career“
- 2024 Nominierung Emotion Award des EMOTION Magazins in der Kategorie „Soziale Werte“[5]